# Eva Paskuy
Eva Paskuy, geb. Baldeweg (* 14. November 1948 in Dresden) ist eine ehemalige deutsche Handballspielerin.
Die 1,70 m große und 66 Kilogramm schwere Eva Paskuy spielte für den SC Empor Rostock.
Mit der DDR-Auswahl gewann sie bei den Olympischen Spielen 1976 in Montreal Silber, wofür sie mit dem Vaterländischen Verdienstorden in Bronze ausgezeichnet wurde. 1975 wurde sie mit dieser Mannschaft Weltmeisterin, auch bei der Weltmeisterschaft 1973 stand sie im Aufgebot der DDR.
Eva Paskuy ist Kindergärtnerin.